# مردم روهینگیا
روهینگیا مردمی مسلمان هستند که در ایالت راخین در غرب میانمار زندگی می‌کنند. سازمان ملل متحد و همچنین اغلب رسانه‌های بین‌المللی و سازمان‌های حقوق بشری مردم روهینگیا را جزو ستم‌دیده‌ترین اقلیت‌ها در جهان توصیف می‌کنند. این مردم ۴ درصد کل جمعیت میانمار را تشکیل می‌دهند.

## اصالت
مسلمانان روهینگیا و برخی از محققان معتقدند که آنها بومی ایالت راخین هستند. درحالیکه دیگر مورخان ادعا می‌کنند که ایشان مهاجرانی هستند که بیشتر طی دوره حکومت بریتانیا در برمه از بنگلادش به میانمار و به میزان کمتر، پس از استقلال برمه در سال ۱۹۴۸ و جنگ آزادیبخش بنگلادش در سال ۱۹۷۱ مهاجرت کرده‌اند. مسلمانان روهینگیا بین ۴ تا ۱۰ درصد از جمعیت میانمار را تشکیل می‌دهند. 

## نداشتن تابعیت
تا پیش از کودتای نظامی سال ۱۹۶۲ میلادی، روهینگیایی ها شهروند این کشور قلمداد می‌شدند و حتی در پارلمان نماینده داشتند. پس از کودتا سیاستی تبعیض آمیز و نظام مند بر ضد این قوم آغاز شد و اقداماتی نظامی برای بیرون راندن آنها از کشور در پیش گرفته شد. از دید آن‌ها مسلمانان روهینگیا، علی رغم سکونت چند صد ساله در آن کشور، مهاجرانی غیرقانونی تلقی می‌شدند، که از بنگلادش به میانمار وارد شده بودند، از این رو نظامیان میانمار مسلمانان را از مناصب حکومتی و نظامی اخراج و حتی هویت آن‌ها را به عنوان یک اقلیت به رسمیت نشناختند. برای نمونه در سال ۱۹۷۸ میلادی ارتش برمه زیر نظر ژنرال نئون برن حدود ۲۰۰ تا ۲۵۰ هزار روهینگیایی را مهاجر بنگلادشی قلمداد کرده و آن‌ها را اخراج نمود. در سال ۱۹۸۲ میلادی براساس قوانینی که در زمان حکومت نظامیان در میانمار تدوین شد، مسلمانان روهینگیا از جمله اقوام تشکیل دهنده ملت میانمار محسوب نمی‌شوند و از بسیاری از خدمات دولتی و منافع شهروندی محروم هستند و در شرایطی مانند آپارتاید زندگی می‌کنند. از جمعیت یک میلیون و سیصد هزار نفری مسلمانان میانمار تنها نزدیک ۴۰ هزار نفر تابعیت این کشور را دارند. دولت میانمار اقلیت مسلمان روهینگیا را مهاجرانی غیرقانونی به‌شمار می‌آورد که از بنگلادش وارد شده‌اند. دولت بنگلادش نیز درقبال «مهاجران غیرقانونی» سیاست بسیار سرسختانه‌ای دارد و از ورود آنها جلوگیری می‌کند.
دولت میانمار از واژه «بنگالی» برای اشاره به این اقلیت استفاده می‌کند؛ به معنی افرادی که به‌طور غیرقانونی از بنگلادش وارد میانمار شده‌اند. روزنامه‌های دولتی میانمار از آنها با الفاظی چون «سیاه»، «عرب» یا «بنگلادشی» نام می‌برند. آن سانگ سوچی رهبر مخالفان و حزب اتحادیه ملی برای دموکراسی هم از موضعگیری آشکار دربارهٔ آنها خودداری کرده و تاکنون هیچ حرفی دربارهٔ خشونت با این اقلیت و سرکوب آنان نزده‌است.
در حالی که اصل این شرایط در ارتباط با سازمان ملل متحد هنوز نامشخص است، سازمان ملل این اقلیت را «بزرگترین جمعیت بدون تابعیت» در جهان توصیف کرده‌است. در ۲۷ سپتامبر ۲۰۱۸ شورای حقوق بشر سازمان ملل متحد اعلام کرد گروهی را برای جمع آوری مدارک جنایات احتمالی که علیه مسلمانان روهینگیا انجام شده تشکیل خواهد داد.پس از مردم فلسطینی، مسلمانان روهینگیا بزرگ‌ترین جمعیت بی‌تابعیت جهان را تشکیل می‌دهند. به طوریکه یک دهم از کل جمعیت بی‌تابعیت جهان، مسلمان روهینگیا هستند.
در ۲۴ سپتامبر ۲۰۱۸ جرمی هانت. وزیر خارجه بریتانیا در حاشیه مجمع عمومی سازمان ملل متحد اجلاسی با برخی وزرای خارجه دیگر انجام داد تا بحران روهینگیا را مورد بحث قرار دهند.

## در دیگر کشورها
بخش دیگری از مردم روهینگیا در بنگلادش، پاکستان، عربستان سعودی، تایلند، مالزی، اندونزی یا اروپا و استرالیا زندگی می‌کنند. اینان بازماندگان بازرگانان و جهانگردان عرب و بنگلادشی هستند و فرهنگ و زبان و هویتی خاص دارند.

## دین
مذهب مردم روهینگیا مسلمان سنی با عناصری از تصوف است. دولت فرصت‌های آموزشی را برای آنها بسیار محدود کرده و تحصیل در مدارس اسلامی محلی تنها گزینه آموزشی آنهاست. هم‌اکنون مساجد و مدارس بیشتر در روستاها هستند. به‌طور سنتی، مردان به جماعت عبادت می‌کنند و زنان در خانه.

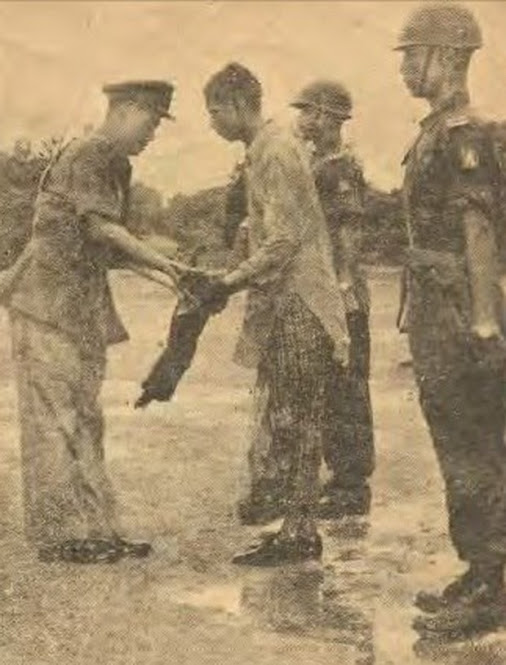
تسلیم شدن یک مجاهد روهینگیا در ۱۹۶۱

## مهاجرت و آوارگی
خشونت‌های قومی میان بوداییان که اکثریت جمعیت میانمار را تشکیل می‌دهند و اقلیت مسلمان روهینگیا تاکنون صدها کشته بر جای گذاشته و هزاران نفر خانه و کاشانه خود را از دست داده و آواره شده‌اند.
بسیاری از آنان در کمپ‌های پناهندگان در نزدیکی مرز بنگلادش به سر می‌برند. بیش از ۱۴۰ هزار نفر از آنها به دنبال درگیری با قوم بودایی «راخینه» در سال ۲۰۱۲ به مناطق دیگر آواره شده‌اند و تا سال ۲۰۱۷ بیش از ۶۰۰ هزار نفر از اقلیت مسلمانان روهینگیا به بنگلادش فرار کرده‌اند.در ۲۸ سپتامبر ۲۰۱۸ شیخ حسیما رئیس‌جمهور بنگلادش در هفتادو سومین مجمع عمومی سازمان ملل متحد گفت ۱/۱ میلیون پناهنده روهینگیایی در بنگلادش وجود دارند.
بودائیان تندرو در میانمار با ادعای اینکه مسلمانان روهینگیا از خارج به این کشور مهاجرت کرده و از ساکنان قدیمی این سرزمین نیستند، همواره خواستار اخراج و بازگرداندن آنها به «کشورشان» بوده‌اند.
پس از درگیری‌های قومی و مذهبی در کشور میانمار و کشتار مسلمانان روهینگیایی در این کشور، بسیاری از این افراد به کشورهای دیگر مهاجرت کردند. برخی از این مهاجران در کشورهای دیگر نیز سرنوشت خوبی نداشتند و به قتل رسیدند. بیشتر این مهاجران در دام قاچاقچیان انسان گرفتار شدند.